# سانی آندرسون
سانی آندرسون (به پرتغالی: Anderson da Silva) بازیکن فوتبال در پست مهاجم اهل برزیل است که در شهر Goiatuba و در تاریخ ۱۹ سپتامبر ۱۹۷۰ به دنیا آمده‌است.

## باشگاهی
سانی آندرسون در تیم‌های فوتبال واسکو دوگاما، لیون، سروت ۱۸۹۰، المپیک مارسی، موناکو و بارسلونا، ویارئال، باشگاه ورزشی الریان و باشگاه ورزشی الغرافه سابقهٔ حضور دارد.

## تیم ملی
این بازیکن همچنین در سال، ۱۹۸۷ برای، Brazil U17 به میدان رفته‌است